# 행크 콩거
행크 콩거(Hyun Choi "Hank" Conger, 한국명 최현, 1988년 1월 29일 ~ )는 미국의 한국계 야구선수이며, 전 멕시칸 리그 페리코스 데 푸에블라의 포수이자, 현 메이저 리그 미네소타 트윈스의 1루/배터리코치이다.

## 미국 프로야구 시절
2006년 메이저 리그 드래프트에서 1라운드 25픽으로 LA 에인절스의 지명을 받아 입단했다. 2014년 시즌 후 닉 트로피노, 카를로스 페레스와의 1:2 트레이드를 통해 휴스턴 애스트로스로 이적했고, 2015년 시즌 후 현금 트레이드를 통해 탬파베이 레이스로 이적하였다.

## 멕시코 프로야구 시절
2018년에 페리코스 데 푸에블라에 입단하였다. 부상 때문에 현역에서 은퇴했다.

## 야구선수 은퇴 이후
2020년부터 롯데 자이언츠의 배터리코치로 활동했으며 같은 해(2020년)부터 해당 팀(롯데) 2군 감독을 맡았으나 2019년 10월 26일부터 3년 계약으로 1군 감독을 맡았던   허문회가  팀 운영 방식에 대한 프런트와 이견으로 충돌을 일으키는 일이 잦았던 점 - 인터뷰 중 실언 - 의문점을 자아내는 경기 운용 등 여러 가지 이유 때문에 비난을 받아온 데다 2년 째인 2021년 30경기에서 12승 18패의 성적을 기록하여 그 해 5월 11일 감독직에서 경질되자 후임으로 발탁된  래리 서튼 감독의 자녀가 코로나19에 확진돼 2021년 6월 29일부터 7월 8일까지 감독대행을 맡았다.

## 출신 학교
- 헌팅턴비치고등학교

## 트리비아
- 한국계 부모 밑에서 태어난 미국 이민 3세대다. 미국으로 입양된 아버지와 이민 온 어머니 사이에서 태어났다. 워싱턴주에서 태어나 캘리포니아주에서 성장했다.
- 본명은 Hyun Choi Conger이고, 행크는 별칭이다. 할아버지가 행크 에런 같은 강타자가 되라고 지은 별명인데, 별명을 선수 등록명으로 이용했다.[4]

## 연도별 타격 성적
| 연 도     | 소 속     | 경 기 | 타 석 | 타 수 | 득 점 | 안 타 | 2 루 타 | 3 루 타 | 홈 런 | 루 타 | 타 점 | 도 루 | 도 루 자 | 희 생 번 | 희 생 플 | 볼 넷 | 고 4 | 사 구 | 삼 진 | 병 살 타 | 타 율 | 출 루 율 | 장 타 율 | O P S |
| --------- | --------- | ----- | ----- | ----- | ----- | ----- | ------- | ------- | ----- | ----- | ----- | ----- | -------- | -------- | -------- | ----- | ---- | ----- | ----- | -------- | ----- | -------- | -------- | ----- |
| 2010년    | LAA       | 13    | 34    | 29    | 2     | 5     | 1       | 1       | 0     | 8     | 5     | 0     | 0        | 0        | 0        | 5     | 0    | 0     | 9     | 1        | .172  | .294     | .276     | .570  |
| 2011년    | LAA       | 59    | 197   | 177   | 14    | 37    | 8       | 0       | 6     | 63    | 19    | 0     | 0        | 2        | 0        | 17    | 2    | 1     | 37    | 2        | .209  | .282     | .356     | .638  |
| 2012년    | LAA       | 7     | 22    | 18    | 0     | 3     | 0       | 0       | 0     | 3     | 1     | 0     | 0        | 1        | 1        | 1     | 0    | 1     | 0     | 1        | .167  | .238     | .167     | .405  |
| 2013년    | LAA       | 92    | 255   | 233   | 23    | 58    | 13      | 1       | 7     | 94    | 21    | 0     | 1        | 0        | 1        | 17    | 2    | 4     | 61    | 6        | .249  | .310     | .403     | .713  |
| 통산：4년 | 통산：4년 | 171   | 508   | 457   | 39    | 103   | 22      | 2       | 13    | 168   | 46    | 0     | 1        | 3        | 2        | 40    | 4    | 6     | 107   | 10       | .225  | .295     | .368     | .663  |

- 2013년 기준